# Disarmonia Mundi
Disarmonia Mundi é uma banda de death metal melódico italiana. Foi idealizada no início de 2000 por Ettore Rigotti em um estúdio na sua casa. Após algumas mudanças em sua formação, foi lançado o primeiro album Nebularium em 2001. Após o lançamento do álbum, Claudio Ravinale entrou para a banda, e após isso Bjorn "Speed" Strid ( Soilwork /Terror 2000/Coldseed) foi convidado para a gravação do segundo álbum Fragments of D-Generation, e permanece até hoje.

## Membros atuais
- Ettore Rigotti -  Guitarra,  Bateria,  Vocais,  Baixo,  Teclado
- Bjorn "Speed" Strid -   Vocais
- Claudio Ravinale -  Vocais, Composições

## Ex-membros
- Mirco Andreis - Baixo
- Benny Bianco Chinto -  Vocais
- Simone Palermiti -  Guitarra

## Discografia
- Nebularium (2001)
- Fragments of D-generation (2004)
- MindTricks (2006)
- The Isolation Game (2009)
- Cold Inferno (2015)

## Videografia
- Red Clouds do álbum Fragments of D-Generation
- Celestial Furnace do álbum MindTricks